# 無所属の会 (1999)
無所属の会（むしょぞくのかい）とは、日本の政党の一つ。約4年半にわたり存続した。1998年11月に「参議院クラブ」を結成し、1999年12月に「無所属の会」に変更し、2004年7月に解党した。代表は椎名素夫→田名部匡省→渡部恒三。略称は無所会又は無の会。新聞等での略字は平仮名で「む」、あるいはカタカナで「ム」。「無会派」という表記もあった。
ここでは、国会内院内会派としての同名団体についても記す。政党「無所属の会」に入党しなかったが、会派「無所属の会」にのみ加入していた者がいた。しかし、政党「無所属の会」結党前（1999年）に存在していた会派についてはここでは触れない。

## 概要
後に述べるような著名な政治家が加入していた。しかし当時は何らかの理由で、彼らは大政党（自民党・新進党・民主党・自由党など）に加入しなかった。そのような事情をもつ政治家たちによって構成された「政党」である。各人の政治的スタンス、政策は統一されておらず、党綱領も党議拘束も存在しなかった。また、一般有権者に対し党員の募集をしておらず、党友制度も無かった。
無所属の国会議員が、あえて政党「無所属の会」を結党しなければならなかった理由は、現行の制度で完全無所属のままでは、
- 選挙運動において不利（小選挙区制においても、政党加入者に有利となる制度設計であるため）
  - 小選挙区で政見放送できない
  - 政党としてのポスター（1,000枚）が貼れない
  - 街宣車の割り当てが少ない
- 法人からの政治献金が受けられない
- 政党交付金を受けられない

という問題があり、それを解消するために組織された政党である。読売新聞などの新聞では「選挙互助会」と呼ばれ、他の者からは「烏合の衆」と揶揄された。
所属議員のうち、新進党系の者は、
- 新進党の分裂（1996年12月26日。羽田孜らによる太陽党結党）
- 新進党解党（1997年12月27日）

の後に、小沢一郎・羽田どちらにも与さなかった者たち、また（解党によって）所属すべき政党がなくなってしまった者たちが加入したものである。彼らの多くは旧新進党系の再合流ともいえる民由合併後、すなわち小沢・羽田が再び結集した民主党に集まっていった。

## 院内会派

### 衆議院
新進党解党後、笹木竜三・中田宏により院内会派として衆議院に「無所属の会」会派が作られた（2000年1月まで存続）。
しかしそれと別の動きもあった。
下記の通り、無所属の会と小沢一郎の自由党は参議院のみで統一会派を組んでいたが、2000年6月の衆院総選挙後、6月29日に自由党が一方的に会派を離脱し、自由党との共闘はなくなった。その翌日6月30日に、次の2人の衆議院議員が無所属の会入党のまま既成政党の民主党と提携し、院内統一会派「民主党・無所属クラブ」を衆議院のみで結成した。
- 中田宏
- 三村申吾

さらに同年7月18日には山口壯が入会した。中田・三村は、2001年の首相指名選挙で会派の推す候補（民主党代表）に票を投じなかった（後述）。そのため、院内統一会派から追い出された。（政党としての無所属の会には残留した）。結局、その2名は国会の椅子を捨てて地方首長に転出していった。しかし山口はのちに正式に民主党に入党した。

### 参議院
反面、参議院では党は常に一致団結し、おもに他党と統一会派を組みながら、以下のような変遷をたどった。
- 1998年 (H10)11月18日から、すでに院内会派「参議院の会」（政党としては参議院クラブ）が結成されていた。（11名）
- （1999年12月に翌2000年1月1日から資金管理団体への法人からの政治献金禁止や翌年の衆院任期満了あるいは衆議院解散に伴い衆院議員・新宿区選出都議会議員山崎泰も加え政党「無所属の会」に名称変更。参議院の会のうち、椎名素夫、岩本荘太、田名部匡省、堂本暁子、松岡滿壽男、水野誠一が結党に参加。）

政党「無所属の会」には加入しなかった、院内会派「参議院の会」議員は次の通り。奥村展三、高橋紀世子、改革クラブの2名（山崎力と菅川健二）。改革クラブの2名は1999年末、会派を脱退し、翌年山崎は自民へ、菅川は民主へ入党。
- 2000年 (H12)4月5日 - 自由党が分裂（保守党結党）。小沢の自由党に残留した参院議員（5名）は院内会派「参議院の会」（8名。無所属の会の6名と奥村・高橋）に合流し新しい院内会派「参議院クラブ」（13名）を結成
- （2000年6月2日 会派参議院クラブの奥村は参院議員を辞め衆院総選挙に出馬した。後に民主党入党。）参議院クラブは12名に
- （2000年6月: 衆院総選挙）
- 2000年6月29日 - 自由党の全員（5名）が会派参議院クラブから退会。参議院クラブは7名に。
- 2000年7月6日 - 院内会派「参議院クラブ」は院内会派「無所属の会」と改称（政党名をそのまま会派名として使った）政党には所属しない高橋も含め7名
- （2001年、堂本・水野の2名は知事選出馬のため参院議員を辞職）
- 2001年 (H13)8月2日、会派に西川きよしが加わる。政党には不参加
- (第19回通常選挙（2001年（平成13年）7月29日）の後、無所属の会・自由党・第二院クラブに社民党も加えた統一会派を結成すべく、山本正和社民党参院議員会長が動いたが、同党福島瑞穂の反対で頓挫)
- 2001年12月、社民党を離党した山本正和、第二院クラブの島袋の両名が政党無所属の会に入党。
- 2002年 (H14)1月11日 - 無所属の会と小沢の自由党（参院議員8名）が、再度統一会派を組んだ。但し無所属の会初代代表椎名は不参加。無所属の西川と高橋は参加。新しい院内統一会派の名は「国会改革連絡会（自由党・無所属の会）」（15名）。
- 2003年 (H15)1月 - 西川は会派（連絡会）から離脱。
- 2003年7月 - 高橋は会派（連絡会）から離脱。新院内会派「みどりの会議」を結成（ただし政党としてのみどりの会議には不参加）。
- 2003年9月24日 - 民由合併にともない、連絡会（13名）のうち旧自由党は全員民主党となった。連絡会は解散。再度、院内会派「無所属の会」（6名。椎名素夫、田名部匡省、松岡満寿男、岩本荘太、島袋宗康、山本正和）結成。椎名はここには参加した。ただし院内会派代表は松岡が務めた。
- （2003年11月: 衆院総選挙で壊滅的大敗）
- 2003年12月 - 政党代表田名部・会派代表松岡が離党
- 2004年 (H16)7月 - 所属参議院議員の全員が任期満了。そして解党。

## 所属議員

### 代表

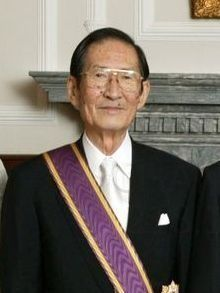
椎名素夫

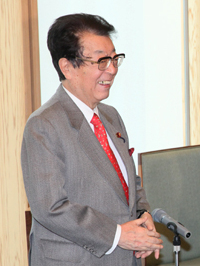
渡部恒三

- 初代代表 椎名素夫

かつては自民党所属の衆議院議員。衆院議員時代は、同一選挙区（旧岩手2区）で争う小沢一郎の好敵手であった。しかし、1990年の総選挙で落選すると1992年の参院選に鞍替えし当選を果たす。1993年に自民党を離党。その後小沢とも決裂し、1999年無所属の会を結成し代表に就任。2004年の参院選には出馬をせず政界を引退。
- 二代目代表 田名部匡省

自民党・新生党・新進党と小沢一郎と行動を共にしたが、新進党解党後は、地元で旧新進陣営を集めた政治団体「青森県民協会」を自ら結成したほかは、旧新進党系の政党には参加しなかった。1999年に無所属の会を結党に参加し、2001年8月8日に代表に就任。しかし、2003年の総選挙後に無所属の会を離党し、同年12月に民主党に入党。
- 三代目代表 渡部恒三

小沢一郎とともに自民党を離党後は、新生党・新進党結党と行動を共にした。新進党副党首であったが、1996年に衆議院副議長になるにあたり慣例により党籍離脱。1996年12月の新進党分裂後は、小沢や羽田どちらに与することなく無所属の会を唯一の所属政党として政治活動を続けた。2003年副議長退任直後に無所属の会代表の田名部匡省が離党をしたため、無所属の会代表に就任。しかし、翌年に無所属の会を自ら解党し民由合併をした民主党に入党。

### 所属衆議院議員
- 柿澤弘治

羽田内閣の外務大臣。所属政党は多岐にわたるため省略。衆院議員を一度辞職し1999年東京都知事選挙に出馬した。当時柿澤が所属していた自民党は明石康を推したが、柿澤はその方針に従わずに出馬を強行したため、自民党を除名された（この選挙では明石康、柿澤の他、国際政治学者の舛添要一、衆院議員を辞職し民主党を離党した鳩山邦夫らが出馬し候補者が乱立したが、結局は元自民党衆院議員の石原慎太郎が当選した）。2000年第42回衆議院議員総選挙に完全無所属で出馬して当選した後、無所属の会に入党した。2003年第43回衆議院議員総選挙では無所属の会公認で再選に臨むも、落選。そのまま政界を引退した。2009年死去。
- 粟屋敏信

羽田・岡田克也らとともに自民→新生→新進→太陽党・民政党を結党。太陽党政調会長。2003年の総選挙には出馬せず、政界を引退。
- 中田宏

日本新党→新進党。衆議院内では民主党と統一会派を組んだ（民主党・無所属クラブ）。しかし、2001年の首班指名選挙で自民党の小泉純一郎に投票したため、菅直人（当時民主党幹事長）により会派から除名される。2002年、横浜市長に転出。市長就任後も無所属の会解党まで同党所属を続けていた。
- 土屋品子

1996年完全無所属で当選。無所属は父・土屋義彦からの厳命である。義彦は当時埼玉県知事で、自民・新進・民主・公明から支持を得て知事職二期目に再選されたばかりだった。無所属の会には結党より参加。2001年9月26日までに無所属の会を離党し、同日自民党に入党。のち外務大臣政務官等を務める。
- 三村申吾

無所属の会田名部匡省参院議員の支援のもとで、無所属の会公認候補として、2000年当選。衆院議員となる。衆議院内では民主党と統一会派を組んだ（民主党・無所属クラブ）。しかし、2001年の首班指名選挙で小泉純一郎に投票、会派から除名される。2003年青森県知事に転出（このときまでに自民党系となっていた）。
- 近藤基彦

2000年第42回衆議院議員総選挙で完全無所属として当選、保守系無所属衆院議員たちの院内会派「21世紀クラブ」（当時山本幸三代表、9人）に入るも、同年12月、代表の山本を含む5人が自民党に集団入党。しかし近藤・金子・宇田川の三名は自民党入党を拒まれ、2000年12月27日付で無所属の会入党（ちなみに、同会派で無所属のままとなった最後の1人は森田健作衆院議員であった）。しかし2001年12月までに無所属の会を離党し、自民党に新たに入党。農林水産副大臣などを務める。
- 金子恭之

2000年第42回衆議院議員総選挙で完全無所属として当選、会派「21世紀クラブ」への参加から上記の事情により2000年12月27日付で無所属の会入党。2001年11月28日までに無所属の会を離党し、自民党に新たに入党。国土交通副大臣などを務める。
- 宇田川芳雄

2000年第42回衆議院議員総選挙で完全無所属として当選、会派「21世紀クラブ」への参加から上記の事情により無所属の会入党。2003年第43回衆議院議員総選挙に無所属の会公認として再選に臨むも落選（同一選挙区に同党ベテランの島村宜伸がいて、彼が当選を続けていたからだと思われる）。そのまま政界引退。次男聡史が政治活動を継いでいる（都議。当選後に自民に正式入党）。
- 山口壯

2000年第42回衆議院議員総選挙で完全無所属として当選、のち無所属の会入党。衆議院内では民主党と統一会派を組んだ（民主党・無所属クラブ）。2003年第43回衆議院議員総選挙に無所属の会公認として再選に臨むも落選。2005年に民主党入りし、総選挙に臨み小選挙区で敗退するも比例復活当選。民主党「次の内閣」外務大臣に就任するも、2013年に民主党を離党、2015年に自民党入党。
- 笹木竜三

新進党分裂後、新進党の残党から離れて、無所属の会を結党。しかし結党から3か月後、2000年4月の首相指名選挙で、隣接県とはいえなんと森喜朗（福井県と隣接している石川県南部の石川2区が地盤）の首相指名を支持する（ただし地盤としている旧福井1区は石川県には隣接しておらず、旧福井3区が石川県と隣接していた）。バーターとして、次期総選挙での自民公認が確約されそうになるも、実際（2000年11月、第42回総選挙）の選挙では公認をもらえず、無所属で立ち落選。衆院議員の職を失う。2003年選挙でも非自民非民主の完全無所属として出馬し敗退。2005年に民主党入りし、総選挙に臨み小選挙区で敗退するも比例復活当選。民主党「次の内閣」初代防衛大臣等を歴任。

### 所属参議院議員
- 山本正和

社民党副党首・参院議員会長。2001年に、参議院において、社民党に、自由党と無所属の会などを加えた統一会派づくりを進めていたところ、福島瑞穂幹事長の反対によって、統一会派作りが頓挫した。党での身の置き場を失った山本は同2001年12月25日に自ら離党し（後に除名処分）、単身、無所属の会に加入した。結局統一会派は「国会改革連絡会（自由党・無所属の会）」として翌2002年に結実した。2004年（参議院議員選挙に不出馬で）政界引退。
- 堂本暁子

日本社会党から平和裏に新党さきがけに移籍、最後は新党さきがけ議員団座長（実質的な代表）を務めた。参議院クラブを作った後無所属の会を結党。2001年千葉県知事に転出（2期務めた後、再々出馬せずに政界引退）
- 松岡満寿男

松岡洋右（第2次近衛内閣の外相）の甥の息子。細川護煕（近衞文麿の孫）とともに日本新党を結党し、日本新党代表幹事として細川に仕えた。新進党には細川とともに結党時から参加。1996年衆院選挙で落選。1998年に再度参院に完全無所属で出馬し当選。政党「無所属の会」には結党時から加わる。政党「無所属の会」幹事長。参院院内会派「無所属の会」（2003年版）の代表を務めるも、それから3か月経たない2003年11月の総選挙後、無所属の会を離党し、2003年12月に民主党に新たに入党。2004年（参議院議員選挙に不出馬で）政界引退。
- 島袋宗康

沖縄社会大衆党委員長、第二院クラブ代表。2001年参院選挙で、第二院クラブの議員が（離党されてしまったため）本当に自分ひとりになってしまったため、かつ当時自由連合と院内統一会派を組んでいたものの、その自由連合の参院議員が落選で一人もいなくなってしまったため、政党としても会派としても一人になってしまった（無所属と同じ）。そこで無所属の会・自由党の統一会派「国会改革連絡会」に加わり、かつ、社会大衆党、第二院クラブを存続させたまま、政党としての「無所属の会」にも入党した。2004年（参議院議員選挙に不出馬で）政界引退。
- 水野誠一

鳩山由紀夫から請われて新党さきがけに入党し、参議院議員となる。新党さきがけ政調会長。参議院クラブを作った後無所属の会を結党。2001年「静岡空港反対」を掲げて静岡県知事選挙に出馬したが落選。そのまま政界引退。水野に勝ったのは静岡空港を積極推進する現職（当時）石川嘉延であった。
- 岩本荘太

1998年、民主・自由・社民・さきがけにより推薦された無所属候補（反自民統一候補）として、参議院議員選挙で自民党現職を破り当選を果たす。議員就任後は推薦したどの党にも入党せず、無所属の会に入党した。妻の介護を理由に、2004年（参議院議員選挙に不出馬で）政界引退。

### 地方議員
- つぎに挙げる都議会議員が政党「無所属の会」の所属であった。
  - 三浦政勝
  - 藤川隆則
  - 沢西きよお
  - 山崎泰

山崎を除き、政界から引退した。藤川は、のちに民主党会派に所属した。山崎はいったん政界引退するも、2010年、日本創新党・民主党に関与する形で政治活動を再開した。さらに2012年には日本維新の会より、第46回衆議院議員総選挙の公認候補となるが、出馬辞退。2013年には第23回参議院議員通常選挙に比例代表から出馬するが、落選している。
他に青森を中心に地方議員に推薦を出しており、推薦候補の複数が当選した。

### 無所属の会では当選を果たせなかった所属候補者
- 亀岡偉民

かつて完全無所属で衆院選に出馬し落選していた。無所属の会に正式入党し、2003年第43回衆議院議員総選挙に無所属の会公認として臨むも落選。無所属の会消滅後2005年に自民党入りし、総選挙に臨み初当選。
- 平口洋

政界引退する粟屋敏信の後継者として、同選挙区にて2003年第43回衆議院議員総選挙に無所属の会公認として臨むも落選。無所属の会消滅後の2004年に自民党入りし、2005年総選挙に臨み初当選。
- 金森薫

経済・株式・商品市場評論家（男性）2000年第42回衆議院議員選挙に比例東京ブロックから出馬（落選）
- 富家孝

新日本プロレスリングドクター、医師、医療評論家、日本テレビ『鶴ちゃんのプッツン5』勝ちぬき相撲コーナーの行司として極めて著名。しかし選挙では知名度を全く生かせなかった。1998年参院選に民主党公認候補として、2003年第43回衆議院議員総選挙に無所属の会公認として（もとは、この選挙のために小沢自由党に入党し、自由党公認候補として臨むはずが、選挙直前に民由合併により民主党既存候補と競合し当該選挙区からの出馬断念を要請されるも、それを蹴って、小沢から離れ無所属の会を頼ったのであった）、無所属の会消滅後再度民主党に入党し2005年総選挙に別の選挙区から民主党公認として臨むも全て落選。娘はZSTガールの富家由梨。
- 野屋敷いとこ

後にみんなの党に入党。第22回参議院議員通常選挙で水野賢一選挙対策室事務局長を務め現職を破り当選させた。
- 岩本久人

元連合参議院所属の参院議員。2000年総選挙に無所属の会より出馬も当選ならず。
- 西田健次郎

美（ちゅ）ら島を創る市民の会
- 森田裕介

元村田敬次郎秘書。1996年総選挙に新進党公認で愛知県第8区から出馬するが落選。2000年総選挙では無所属の会公認で出馬するが落選。後、2005年総選挙に新党日本から出馬するが落選。

## 党勢の推移

### 衆議院
| 選挙         | 当選/候補者                         | 定数 | 備考                                                                                        |
| ------------ | ----------------------------------- | ---- | ------------------------------------------------------------------------------------------- |
| （結党時）   | 4（粟屋・中田・土屋・笹木）/-       | 500  |                                                                                             |
| 第42回総選挙 | 5（渡部・粟屋・中田・土屋・三村）/9 | 480  | 2000年6月25日投票（最初の国政選挙）                                                         |
| 第43回総選挙 | 1（渡部）/8                         | 480  | 2003年（平成15年）11月9日投票（最後の国政選挙）。この選挙での敗退により、組織はほぼ壊滅した |

- 注　上記のとおり、粟屋は引退、笹木は離党（実質、森自民党の候補）、中田は市長、土屋は離党（自民党正式入党）、三村は知事になっていた
- 注　渡部は結党時は参加していなかったようである

### 参議院
| 選挙           | 当選/候補者                                 | 非改選                        | 定数 | 備考                          |
| -------------- | ------------------------------------------- | ----------------------------- | ---- | ----------------------------- |
| （結党時）     | 6（椎名・田名部・松岡・堂本・水野・岩本）/- | -                             | 252  |                               |
| 第19回通常選挙 | ●0/1                                        | 4（椎名・田名部・松岡・岩本） | 247  | 2001年（平成13年）7月29日投票 |

- 注 2001年第19回参議院選挙において、落選した1とは、比例区に擁立した野屋敷いとこである。野屋敷は、堂本の千葉県知事選挙を手伝った市民団体の役員で、堂本の知事当選に貢献した。現在みんなの党所属
- 注 水野は自ら知事選に打って出たが落選しそのまま引退
- 注 2004年段階で党に残っていた参議院議員は、2004年に改選だったものの、同年第20回参院選挙に臨まず、そのまま政界引退を選んだ。無所属の会は選挙後の解党を決し、公認候補は一人も出さなかったものの、初代代表椎名の地盤を引き継ぐ後継者（血縁ではない）を自民党と共同で推薦し第20回参院選挙にて闘った。それが無所属の会の最後の闘いである。しかし小沢直系の民主党新人に敗北した。

（参考文献：石川真澄（一部山口二郎による加筆）『戦後政治史』2004年8月、岩波書店・岩波新書、ISBN 4-00-430904-2）
- 当選者に追加公認は含まず。追加公認には会派に加わった無所属を含む。
- 『戦後政治史』にない追加公認は2 国会議員会派別議員数の推移（召集日ベース）（衆議院、1990年〜1999年）・国会議員会派別議員数の推移（召集日ベース）（衆議院、1993年〜2000年）・2 国会議員会派別議員数の推移（召集日ベース）（衆議院、2000年〜2006年）、(2) 参議院（1990年〜1999年）(2) 参議院（1994年〜2004年）にある、選挙直後の国会召集日の会派所属者数から判断した。ただし、第20回通常選挙直後の召集はない。

## 前身
前身は1998年12月28日に結成された政党「参議院クラブ」である。代表は椎名素夫で、他は堂本暁子・水野誠一らにより結成された。堂本・水野は所属していた新党さきがけが、1998年10月20日にさきがけと改称した際、無所属となったためである（この時点でさきがけ解党とするのは誤りだが、実質的に解党したと見られていた）。のちに衆議院の議員も加わったため、無所属の会として組織変更したものである。
- 注　院内会派としての「参議院クラブ」は、2000年に存在していた。無所属の会と自由党の統一会派である。

## 年表
- 1999年12月結党。12月になったのは政党交付金受理の締め切りが迫っていたからであった。
- 以後、上記のとおり、首長への転出や他党への入党などで、有力議員がどんどん離党していった。
- 2003年の第43回総選挙で残された現職（柿澤ら）も新人候補者もすべて落選し、衆院議員は渡部ただ1人となってしまった。この時、党は民主党の4人の候補を推薦したが、反対にこちらはかなり勝っていた。選挙後、議員たちが離党した。その中には当時代表だった田名部匡省も含まれる（民主党に合流した）。
- 党に残った参院議員はみな2004年に任期満了し、その2004年の第20回通常選挙に出馬せず引退することがわかった。（選挙後、政党の所属議員が1人だけになる可能性が高まった。）
- 2004年6月20日、第20回通常選挙後に解党することを決定。
- 第20回参院選挙で唯一の推薦候補が落選。これですべての仕事は終わり、解党した。
- 解党後、党所属の渡部恒三が民主党に合流。

## 所在地
参議院が持つ二つの議員宿舎（清水谷と麹町宿舎）の中間点にある「紀尾井町パークサイド永谷」というマンションの一室。もちろん永田町（国会議事堂・議員会館・他政党）からも至近である。

## 類似の政党
「民主改革連合」や「自由連合」と類似している。
- 所属議員が何らかの事情があり既成政党に行けないためやむなく集まってきた
- 党としての思想や政策に欠ける
- 強力なリーダーにより牽引されていない
- 党の運命が党外部の事情により強く左右される
- 党代表が突然辞任し直後に他党に一兵卒として参加するという（支持者をないがしろにした）行動を取ることなど、が挙げられる。

他に、政策的な一致でなく選挙対策のために集まった政党として、1983年分裂直前の革新自由連合が挙げられる。この集団が1983年に集結したのは、そもそも、参議院全国区で上位当選をしてきたタレント議員たちが、1983年の参議院選挙制度改正（全国区の大選挙区制の廃止。厳正拘束名簿式比例代表制導入）により、無所属のままでの全国区立候補ができなくなったため、今までと同じスタイルで選挙に立つための便宜的な「政党」を必要としていたからであった。同党は中山千夏が代表であったが、政治的主張がまったく異なる、自民党小渕派の八代英太（後の郵政大臣）や横山ノック（後の大阪府知事）が加入していた。